# Za'atar
Za'atar (arabsko زعتر, tudi zaatar, za'tar, zatar, zatr ali satar) je ime bližnjevzhodnih začimb iz roda Origanum (Origano), Calamintha , Thymus vulgaris (Thyme) in Satureja.